# Kamil Kopúnek
Kamil Kopúnek (Trnava, 18 de maig del 1984) és un futbolista eslovac, que ha jugat de mig-defensiu al FC Spartak Trnava de la Corgoň liga. Kopúnek, també juga per la selecció d'Eslovàquia des del 2006.